# Централноазијски унутрашњи слив (Монголија)
Централноазијски унутрашњи слив или Централноазијски басен унутрашњег одводњавања је највећи од 3 главна хидролошка слива који покривају Монголију (упореди Арктички слив и слив Пацифика). То је ендорејски басен. Даље се дели на локалне сливове.
Базен такође обухвата већи део западне и централне Азије: Сливове депресије Великих језера, Долину језера и низије пустиње Гоби. Од друга два басена је одвојен гребенима планина Хангај и планине Кенти. Планине Кентии такође раздвајају арктички и пацифички басен унутар Монголије.